# فورشتو
فورشتو (به آلمانی: Forstau) یک منطقهٔ مسکونی در اتریش است که در ناحیه سنت یوهان ایم پونگاو واقع شده‌است. فورشتو ۵۹٫۴ کیلومتر مربع مساحت دارد ۹۲۳ متر بالاتر از سطح دریا واقع شده‌است.